# NK Krbava Udbina
NK Krbava Udbina je nogometni klub iz Udbine. 

## Povijest
Djeluje uz prekide na području Udbine. Nekad je bio perjanica nogometa u čitavoj Lici. Natjecao se je u Ligi Saveza nogometnog područja Gospića 1970-ih i Podsaveznoj nogometnoj ligi Gospića 1960-ih.
U vrijeme velikosrpske pobune klupske prostorije zauzeo je Štab milicije RSK za specijalne namjene. 2002. godine osnovan je malonogometni odjel.

## Igralište i službeni prostori
Nogometno igralište se nalazi na istočnoj strani Udbine (prema Visuću). Na igralištu se redovito kosi trava. Igralište je odnedavno zagrađeno ogradom. Igralište se nalazi tik do vodotornja i do groblja.
Sjedište je u Katedralskoj bb.